# Brian Deacon
Brian Deacon (* 13. Februar 1949 in Oxford) ist ein britischer Schauspieler.
Brian Deacon spielte zunächst am Oxford Youth Theatre und arbeitete nebenbei unter anderem als Fensterputzer, bevor er seit Anfang der 1970er-Jahre für Rollen in Fernsehserien und Filmen engagiert wurde.
In Peter Greenaways Film Ein Z & zwei Nullen spielte Deacon erstmals zusammen mit seinem Bruder Eric Deacon (* 1950), der ebenfalls als Schauspieler arbeitet. 1979 spielte er die Titelrolle in Jesus, einem vom evangelikalen Jesusfilm Project produzierten Film. Während der Dreharbeiten erkrankte er, so dass bei längeren Szenen, wie etwa der Kreuzigung ein Double eingesetzt werden musste. Im 21. Jahrhundert übernahm er häufiger Sprechrollen in Videospielen, beispielsweise in Star Wars: Knights of the Old Republic II: The Sith Lords (2004) oder Die Säulen der Erde (2017).
Von 1977 bis zur Scheidung 1987 war Deacon mit Rula Lenska, mit der er eine Tochter hat, verheiratet. Seit 1998 ist er in zweiter Ehe mit Natalie Bloch verheiratet.

## Filmografie (Auswahl)
- 1972: Love and Mr Lewisham (Fernseh-Miniserie, 4 Folgen)
- 1972: Das dreifache Echo (The Triple Echo)
- 1974: Vampyres
- 1976–1978: The Feathered Serpent (Fernsehserie, 12 Folgen)
- 1978: Lillie (Fernseh-Miniserie, 7 Folgen)
- 1979: Jesus
- 1983: Getrennte Tische (Separate Tables, Fernsehfilm)
- 1983: Henry the Sixth (Fernseh-Dreiteiler)
- 1983: The Tragedy of Richard III (Fernsehfilm)
- 1985: Ein Z & zwei Nullen (A Zed & Two Noughts)
- 1985: Bleak House (Fernseh-Miniserie, fünf Folgen)
- 1992–1993: Emmerdale (Fernsehserie, 51 Folgen)
- 2001/2009: Doctors (Fernsehserie, 2 Folgen)
- 2013: Mistaken
- 2017: The Beyond